# Bankouma (Padéma)
Pour les articles homonymes, voir Bankouma.
Bankouma est une localité située dans le département de Padéma de la province du Houet dans la région des Hauts-Bassins au Burkina Faso.

## Éducation et santé
Le centre de soins le plus proche de Bankouma est le centre de santé et de promotion sociale (CSPS) de Lahirasso.